# Факај (Долж)
Факај (рум. Făcăi) насеље је у Румунији у жупанији Долж у граду Крајова. Место се налази на надморској висини од 88 m.

## Становништво
Према подацима из 2002. године у насељу је живело 1512 становника.

### Попис2002.
| Расподела становништва по националности 2002.‍ | Расподела становништва по националности 2002.‍ | Расподела становништва по националности 2002.‍ | Расподела становништва по националности 2002.‍ | Расподела становништва по националности 2002.‍ |
| --------------------------------------------- | --------------------------------------------- | --------------------------------------------- | --------------------------------------------- | --------------------------------------------- |
|                                               |                                               |                                               |                                               |                                               |
| Румуни                                        | Румуни                                        |                                               | 1.133                                         | 75,0%                                         |
| Роми                                          | Роми                                          |                                               | 377                                           | 25,0%                                         |